# WHITE (アンジェラ・アキのアルバム)
『WHITE』（ホワイト）は、2011年9月28日にエピックレコードジャパンから発売された日本のシンガーソングライター・アンジェラ・アキメジャー5作目のアルバム。

## 概要
- 2010年9月発売『LIFE』以来1年ぶりの新作。
- DVD付初回限定盤[1]と通常盤[2]の2形態で発売。DVDにはミュージック・ビデオや秘蔵映像を収録。
- キャッチコピーは『あなたの中にある、「新しいあなた」へ。』。
- 石川さゆりの大ヒット曲『津軽海峡・冬景色』をカバー収録することが話題になった。同曲はアルバム収録曲として珍しくフルMVも存在。本曲でアンジェラは初のTV-CM出演をした（ユニクロ「メリノセーター」）。
- 6曲目「モラルの葬式 -revival-」、7曲目「ふるさと～HOME」はそれぞれ自身の曲のセルフカバー。
- リリース記念イベントとしてニコニコ動画の生放送でリリース記念番組に9月16日・28日の2日間にわたり出演。9月16日放送は前日がアンジェラの誕生日という事もあり誕生日放送となり、9月28日放送はフジテレビ系列「とんねるずのみなさんのおかげでした」コーナー「博士と助手〜細かすぎて伝わらないモノマネ選手権〜」でアンジェラのモノマネを披露した松岡智子と柴田由美子がゲスト出演した。

## 収録曲

### CD
作詞・作曲・編曲：アンジェラ・アキ（特記以外）
1. 始まりのバラード
  - 11thシングル。
  - フジテレビ系列ドラマ『名前をなくした女神』主題歌
2. 津軽海峡・冬景色
  - 作詞：阿久悠　作曲：三木たかし　
  - 石川さゆりのカバー曲。
  - ユニクロ「メリノセーター」TVCMソング
3. I Have a Dream
  - 11thシングル。
  - 「ワシントン・ナショナル・ギャラリー展」テーマソング
4. フリオ
5. My Grandfather's Clock
  - 作詞・作曲：ヘンリー・クレイ・ワーク
6. モラルの葬式 -revival-
7. ふるさと～HOME
8. 目撃車
9. Honesty
  - 作詞・作曲：ビリー・ジョエル
10. One Family
  - NHK「宇宙の渚」テーマソング
  - 第62回NHK紅白歌合戦で歌唱された。

### DVD
1. HOME SWEET HOME "5YEARS"～ベストヒット＆オールリクエスト～SPECIAL MOVIE
2. ワシントン・ナショナル・ギャラリー展ダイジェスト
3. 「始まりのバラード」ミュージックビデオ